# Echinogorgia ramosa
Echinogorgia ramosa is een zachte koraalsoort uit de familie Plexauridae. De koraalsoort komt uit het geslacht Echinogorgia. Echinogorgia ramosa werd in 1905 voor het eerst wetenschappelijk beschreven door Thomson & Henderson. 